# Équipe de Malaisie féminine de basket-ball
L'équipe de Malaisie féminine de basket-ball est une sélection composée des meilleures joueuses malaisiennes de basket-ball.
Les Malaisiennes disputent à deux reprises une phase finale de Championnat du monde ; elles terminent 11e en 1979 et 16e en 1990.
La sélection malaisienne fait huit apparitions en phase finale du Championnat d'Asie ; sa meilleure performance est une cinquième place atteinte en 1984, 1988 et 1990.
L'équipe ne s'est jamais qualifiée pour les Jeux olympiques.